# Prowincja Równikowa
Prowincja Równikowa (fr. Équateur, lingala: Ekwatéli) – prowincja w Demokratycznej Republice Konga (w latach 1971-1997 znanej jako Zair) o powierzchni 403 292 km², zamieszkana w 2012 roku przez 7,8 mln osób. Stolicą jest miasto Mbandaka.